# Montagne des Lignes
La montagne des Lignes est une montagne à la frontière entre la province canadienne du Québec, dans la région de l'Estrie près de Chartierville, et l'État américain du New Hampshire.

## Toponymie
Le nom vient du mot « lignes » qui désigne la frontière canado-américaine, de l'anglais line (border-line).

## Géographie

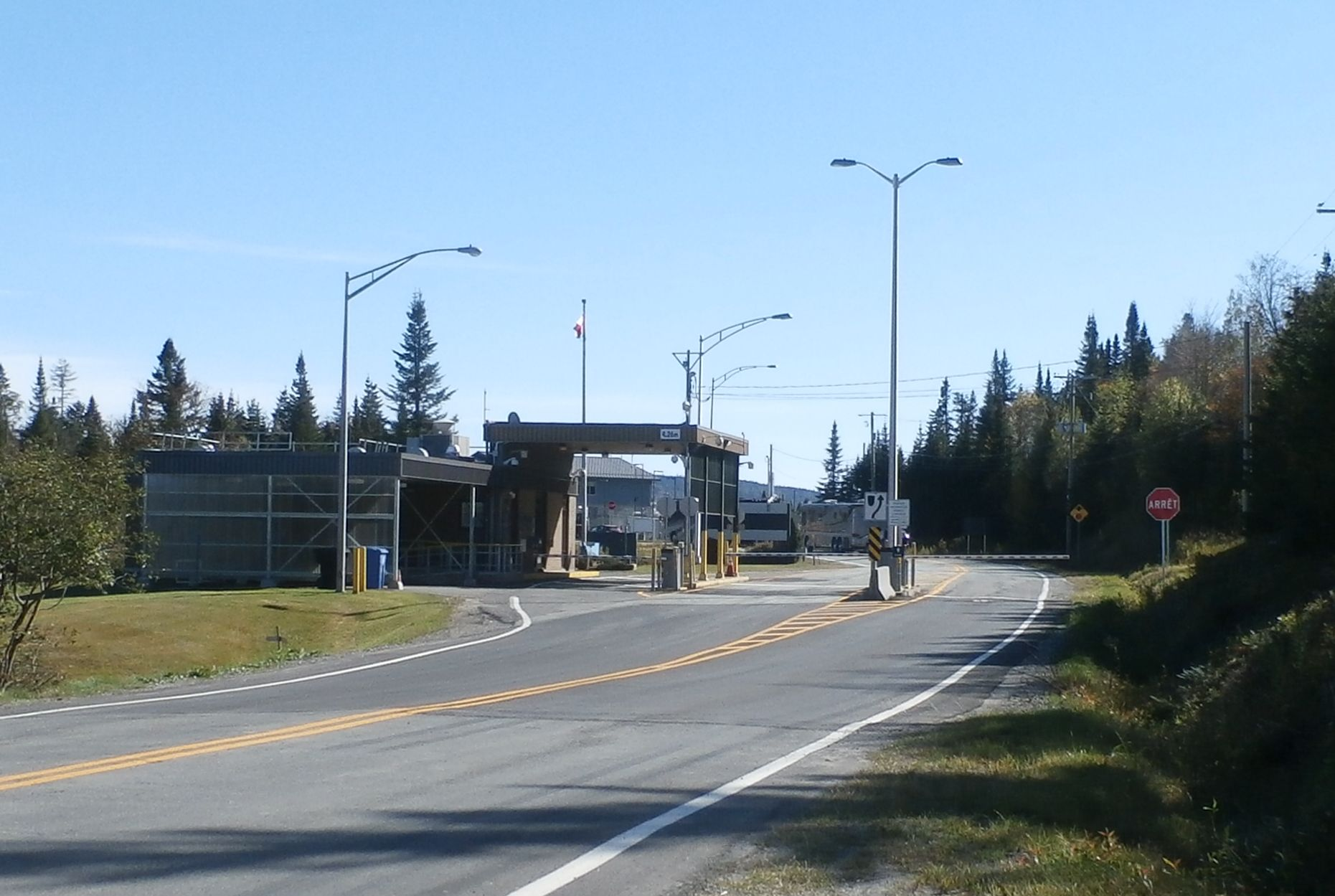
Poste frontière Chartierville vu vers le sud.

La montagne des Lignes a une altitude de 904 m ; elle est située à l'extrémité septentrionale des montagnes Blanches où passe la frontière entre le Canada et les États-Unis au Sud du Québec. Un poste frontière est situé dans un col de montagne à 720 mètres d'altitude accessible au nord par la route 257 et au sud par l'U.S. Route 3 qui passe par Pittsburg. Au sud de la frontière s’étend la forêt d'État des Lacs Connecticut (Connecticut Lakes States Forest), sources du Connecticut.